# Ситница (река, впадает в Ямное озеро)
Ситница — река в Новгородской области. Длина реки — 8,5 км.
Протекает по территории двух районов — Хвойнинского и Боровичского. Соединяет три озера — Шерегодра, Ситное и Ямное, из которого вытекает река Ямница.
На берегу реки, у озера Ямное, располагается деревня Ситница.
Реку пересекает асфальтированная автомобильная дорога — Боровичи — Хвойная.